# هویت خدمات سیار دریایی

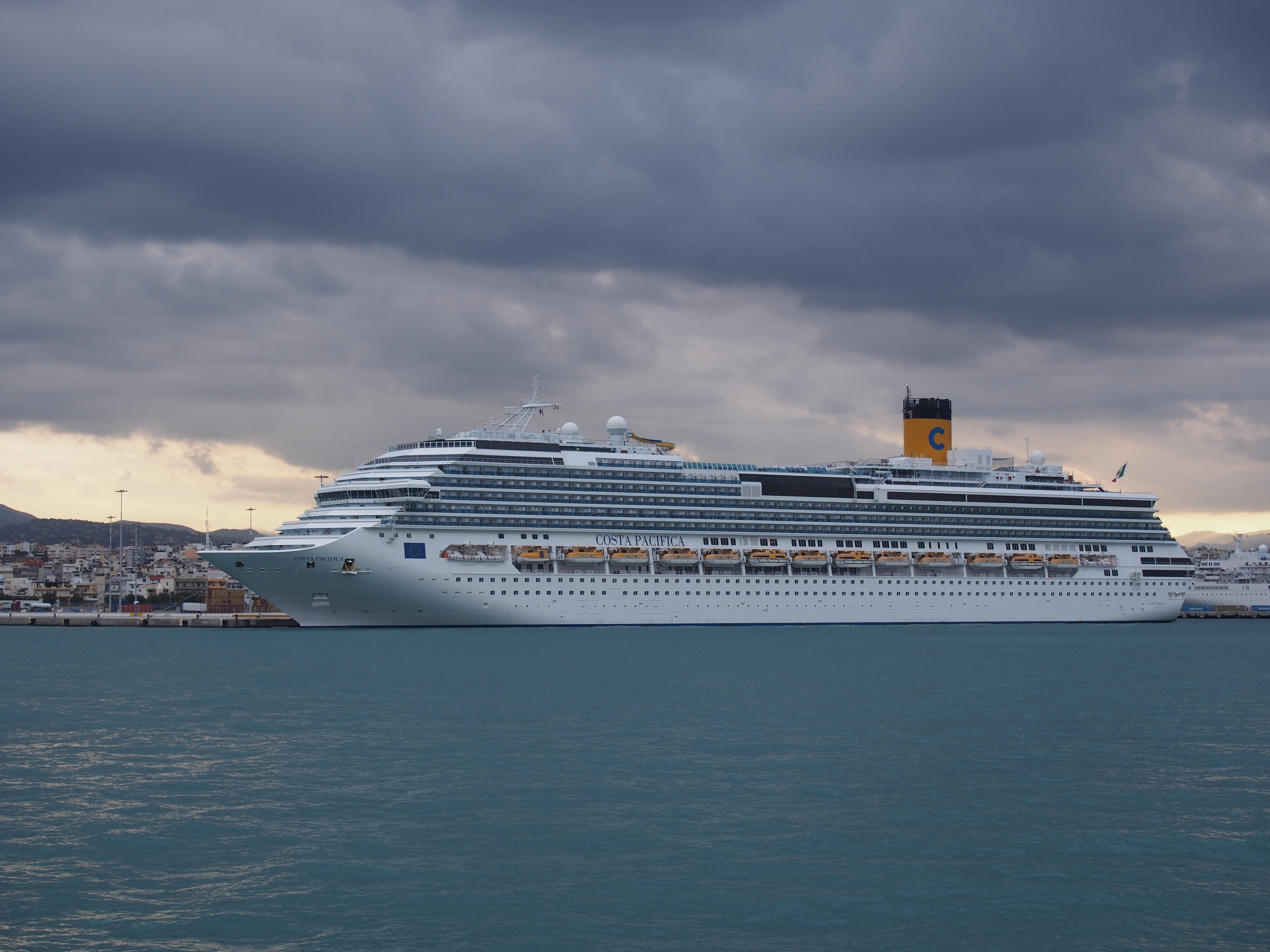
یک کشتی تحت هویت خدمات سیار دریایی

هویت خدمات سیار دریایی (به انگلیسی: Maritime Mobile Service Identity) (به اختصار MMSI) یک شناسه ۹ رقمی است که به صورت دیجیتال به بیش از یک کانال فرکانس رادیویی فرستاده می‌شود تا ایستگاه‌های کشتی، ایستگاه‌های زمینی کشتی و ایستگاه‌های ساحلی را شناسایی کند. این هویت‌ها به گونه‌ای هستند که هویت یا بخشی از آن می‌تواند توسط مشترکین تلفن متصل به شبکه عمومی مخابرات به صورت خودکار به تماس‌های کشتی استفاده شود.

## انواع
در حال حاضر شش نوع هویت خدمات سیار دریایی وجود دارد: 
- هویت ایستگاه کشتی
- هویت گروهی ایستگاه کشتی
- هویت ایستگاه ساحلی
- هویت گروهی ایستگاه ساحلی
- هواپیمای عملیات امداد و نجات
- کمک‌های ناوبری مرتبط با یک کشتی

## رقم شناسایی دریایی
رقم شناسایی دریایی (به انگلیسی: Maritime identification digits) (به اختصار MID) شامل سه رقم است که همیشه با شماره‌ای از ۲ تا ۷ شروع می‌شود (به صورت منطقه‌ای اختصاص داده می‌شود). فهرستی از رقم‌های شناسایی دریایی اختصاص داده شده به هر کشوری در جدول یک مقررات رادیویی اتحادیه بین‌المللی مخابرات نوشته شده است.

## نخستین رقم هویت خدمات سیار دریایی
رقم اولیه ام‌ام‌اس‌آی هویت را دسته بندی می‌کند، تعریف شده است. معنی اولین رقم به شرح زیر است:
- ۰ گروه کشتی، ایستگاه ساحلی یا گروهی از ایستگاه‌های ساحلی
- ۱ برای هواپیماهای عملیات امداد و نجات به کار می‌رود
- ۲ تا ۷ برای هویت خدمات سیار دریایی  به کار می‌رود
  - ۲ اروپا
  - ۳ آمریکا
  - ۴ آسیا
  - ۵ اقیانوسیه
  - ۶ آفریقا
  - ۷ آمریکای جنوبی
- ۸ فرستنده و گیرنده دستی بسامد بسیاربالا دریایی
- ۹ دستگاه‌هایی که از هویت شماره‌ی فرم آزاد استفاده می‌کنند

## قالب هویت ایستگاه

### هویت ایستگاه کشتی
کد ۹ رقمی که هویت ایستگاه کشتی را تشکیل می‌دهد به شرح زیر است:
MIDxxxxxx
جایی که رقم شناسایی دریایی نماد شناسایی دریایی است و X هر شکل از ۰ تا ۹. اگر کشتی با ایستگاه زمینی کشتی نصب شده باشد پس هویت باید سه نقطه صفر داشته باشد:
MIDxxx000
اگر کشتی با ایستگاه زمینی کشتی نوع سی (C) نصب شده باشد هویت می‌تواند یک صفر صفر داشته باشد:
MIDxxxxx0
اگر کشتی با ایستگاه زمینی کشتی نوع ای (A) یا تجهیزات ماهواره‌ای غیر از اینمارست نصب شده است، پس هویت نیاز به صفر ندارد.

### هویت گروهی ایستگاه کشتی
هویت تماس گروه ایستگاه کشتی برای تماس همزمان بیش از یک کشتی به شرح زیر تشکیل می‌شود: 
0MIDxxxxx

### هویت ایستگاه ساحلی
هویت ایستگاه ساحلی به صورت زیر شکل می‌گیرد:
00MIDxxxx

### هویت گروهی ایستگاه ساحلی
آن‌ها به عنوان زیرمجموعه هویت ایستگاه ساحلی شکل گرفته‌اند:
00MID0000 برای هر ایستگاه ساحلی
009990000  برای هر ایستگاه بسامد بسیاربالا

### فرستنده جستجو و نجات
فرستنده جستجو و نجات دارای شناسایی مربوط به سازنده است:
970YYxxxx